# Pjotr Iljitsch Klimuk
Pjotr Iljitsch Klimuk (belarussisch Пётр Ільіч Клімук; russisch Пётр Ильич Климук, * 10. Juli 1942 in Kamarouka, Breszkaja Woblasz, Belarussische Sozialistische Sowjetrepublik) ist ein ehemaliger sowjetischer Kosmonaut belarussischer Nationalität.

## Leben
Klimuk wurde in einer ländlichen Region von Belarus geboren. Sein Vater fiel 1944 im Zweiten Weltkrieg, seine Mutter heiratete später erneut. Klimuk studierte an der militärischen Hochschule in Tschernigow und trat nach dem Abschluss 1964 in die sowjetische Luftwaffe ein, wo er auf den Jägern MiG-21, MiG-15 und dem Verkehrsflugzeug Il-14 ausgebildet wurde.

### Kosmonautentätigkeit

#### Auswahl und Ausbildung
Klimuk wurde am 23. Oktober 1965 als Kosmonautenaspirant angenommen. Dies war nach 1960 und 1963 die dritte Gruppe von Militärpiloten und -ingenieuren.

#### Mondprogramm
Noch während der Grundausbildung wurde Klimuk dem Mondprogramm zugewiesen und trainierte als Kommandant einer bemannten Mondumrundung. Zuletzt war ihm Anatoli Woronow als Bordingenieur zugeteilt. Das Abschlussexamen am Ende seiner Grundausbildung hatte Klimuk am 30. Dezember 1967 bestanden. Von 1969 bis Mai 1971 trainierte Klimuk für das Kommando eines Sojus-Raumfluges im Rahmen des Kontakt-Programms, bei dem zwei Sojus-Raumschiffe koppeln sollten. Zuerst war ihm Wiktor Pazajew als Bordingenieur zugewiesen. Als Pazajew ins Saljut-Programm wechselte, wurde er von Juri Artjuchin abgelöst.

#### Saljut
Mit dem Start von Saljut 1 war die erste Raumstation in der Geschichte der Raumfahrt im Orbit. Noch während die erste Mannschaft an Bord war, bekam Klimuk das Kommando für eine Mission an Bord der zweiten Raumstation zugesprochen. Als Bordingenieur wurde ihm wieder Artjuchin zugeteilt, ein weiterer Kosmonaut sollte aus den Reihen der Ingenieure des Konstruktionsbüros ZKBEM kommen. Diese Pläne wurden jedoch auf Eis gelegt, nachdem die Mannschaft von Sojus 11 bei der Landung ums Leben gekommen war.
Ab Oktober 1971 bereitete sich Klimuk wieder auf einen Aufenthalt an Bord der nächsten Saljut-Station vor. Als Bordingenieur wurde ihm Witali Sewastjanow zugeteilt, der bereits mit Sojus 9 einen Raumflug absolviert hatte. Die Rakete, mit der die Raumstation ins All gebracht werden sollte, explodierte jedoch beim Start am 29. Juli 1972, so dass die beiden nicht zum Einsatz kamen. Eine weitere Saljut-Raumstation wurde am 11. Mai 1973 gestartet. Sie konnte im Orbit jedoch nicht stabilisiert werden und erhielt die Tarnbezeichnung Kosmos 557. Auch diese Station konnte nicht bemannt werden und Klimuk kam wieder nicht zu seinem ersten Raumflug.

#### Erster Flug: Sojus 13 (1973)
Nachdem keine Raumstation mehr zur Verfügung gestanden hatte, wurden zwei Soloflüge des Sojus-Raumschiffs angesetzt, um die Änderungen zu testen, die nach dem Unglück von Sojus 11 durchgeführt worden waren. Beim Flug von Sojus 12 im September 1973 gehörten Klimuk und Sewajastjanow zur Unterstützungsmannschaft, bei Sojus 13 rückte Klimuk im Mai 1973 in die Ersatzmannschaft auf. Als Bordingenieur wurde ihm Walentin Lebedew zugeteilt.
Am 7. Dezember fiel eine Entscheidung der Staatskommission, nach der die ursprünglich vorgesehenen Kosmonauten Worobjow und Jasdowski nicht eingesetzt werden sollten und somit Klimuk und Lebedew nachrückten. Klimuk und Lebedew waren beide erst 31 Jahre alt und bildeten damit die jüngste Besatzung eines mehrsitzigen Raumschiffs. Zudem ist Klimuk der bisher (Stand: 2018) jüngste Kommandant einer Raumschiffbesatzung.
Klimuk und Lebedew starteten am 18. Dezember 1973 mit Sojus 13. Mit der Kamera Orion 2 wurden sowohl astrophysikalische Aufnahmen als auch Erdbeobachtungen durchgeführt. Die Landung erfolgte am 26. Dezember in einem Schneesturm.

#### Zweiter Flug: Sojus 18 (1975)
Ab Januar 1974 wurde Klimuk für einen Aufenthalt an Bord der Raumstation Saljut 4 ausgebildet. Bei der ersten Mission, die mit Sojus 17 im Januar 1975 startete, gehörten Klimuk und sein Bordingenieur Sewastjanow zur Unterstützungsmannschaft.
Beim nächsten Flug rückten Klimuk und Sewastjanow in die Ersatzmannschaft auf. Der Start am 5. April 1975 misslang jedoch, als sich die dritte Stufe der Sojus-Rakete nicht korrekt von der zweiten löste. Die Kosmonauten Lasarew und Makarow überlebten aber den Startabbruch. Dieser Flug erhielt offiziell keine Nummer, wird aber oft als Sojus 18-1 geführt.
Klimuk und Sewastjanow bildeten anschließend die Mannschaft für den nächsten Flug mit der Bezeichnung Sojus 18. Der Start erfolgte am 24. Mai 1975, die Kopplung mit Saljut 4 einen Tag später. Nach der Landung am 26. Juli 1975 hatten Klimuk und Sewastjanow mit einer Flugdauer von 62 Tagen einen neuen sowjetischen Langzeitrekord aufgestellt, blieben aber noch unter den 84 Tagen der amerikanischen Skylab-4-Besatzung.

#### Dritter Flug: Sojus 30 (1978)
Ab August 1977 bereitete sich Klimuk auf einen Flug im Rahmen des Interkosmos-Programms vor, bei dem Piloten aus befreundeten Nationen zu einem Raumflug kamen. Klimuk kommandierte den zweiten Flug in diesem Programm, mit an Bord von Sojus 30 war Mirosław Hermaszewski aus Polen. Klimuk kam damit zu seinem dritten Raumflug. Nach Schatalow und Jelissejew (beide 1971) war er erst der dritte Kosmonaut, der diese Marke erreichte.
Klimuk und Hermaszewski starteten am 27. Juni 1978 und koppelten am Folgetag an die Raumstation Saljut 6, die zu diesem Zeitpunkt mit Wladimir Kowaljonok und Alexander Iwantschenkow bemannt war. Nach einer Woche zu viert in der Raumstation kehrten Klimuk und Hermaszewski am 5. Juli 1978 wieder zur Erde zurück.

### Nach den Raumflügen
Ab Januar 1978 übernahm Klimuk leitende Funktionen im Juri-Gagarin-Kosmonautentrainingszentrum. Am 3. März 1982 schied er offiziell aus dem Kosmonautenkorps aus. Am 12. September 1991 wurde Klimuk Leiter des Kosmonautentrainingszentrums und behielt diese Position, bis er am 17. September 2003 in den Ruhestand trat. Nach German Titow und Leonid Kisim erreichte auch er den Rang eines Generaloberst. 
Parallel zur Tätigkeit im Raumfahrtprogramm hatte er stets seine akademische Laufbahn weiter verfolgt. Schon 1977 hatte Klimuk ein Studium an der Militärakademie der Luftstreitkräfte „J. A. Gagarin“ abgeschlossen. Einen weiteren Abschluss erreichte er 1983 mit Auszeichnung an der Militärpolitischen Lenin-Akademie. Im Dezember 2000 wurde er in technischen Wissenschaften promoviert. Klimuk hält zwei Professuren: eine der UNESCO (1997) und eine der staatlichen Agrar-Universität Belarus (2005).
Mit dem letzten Dienstgrad Generaloberst ist er seit 21. Juli 2004 a. D.
Auch im Ruhestand war er noch als Berater des belarussischen Präsidenten tätig.

## Ehrungen (Auswahl)

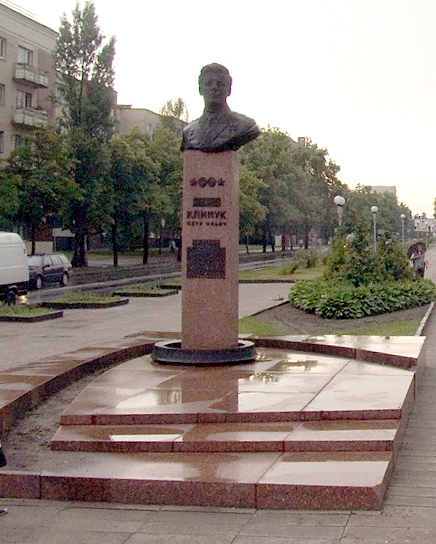
Büste von Pjotr Klimuk in Brest

- zweifacher Held der Sowjetunion (28. Dezember 1973 und 27. Juli 1975)
- dreifacher Träger des Leninordens (1973, 1975, 1978)
- Krest-Grunwald-Orden der Volksrepublik Polen (1978)
- Ziolkowski-Medaille in Gold der Sowjetischen Akademie der Wissenschaften
- Medaille in Gold der Polnischen Akademie der Wissenschaften
- Belarussische Medaille „für Verdienste am Vaterland“ 2. Klasse (15. Juli 2002)
- Belarussischer Orden der „Freundschaft zwischen den Völkern“ (16. Juli 2007)
- Ehrenbürger von Kaluga, Gagarin (beide Russland), und Dscheskasgan (Kasachstan),

sowie weitere Auszeichnungen aus der Sowjetunion, aus Russland, Belarus, Kasachstan, der Tschechoslowakei, Polen, Bulgarien, Frankreich und Afghanistan

## Privates
Klimuk ist verheiratet und hat ein Kind.